# Imagini potrivite
Imagini potrivite este un film românesc din 1960 regizat de Virgil Calotescu.